# Grote gildehal
De Grote gildehal (Ests: Suurgildi hoone) is een gebouw in de oude binnenstad van de Estse hoofdstad Tallinn. Het gebouw werd gebouwd van 1407 tot 1417 door de belangrijkste gilde van de stad. Het gebouw is ook de locatie waar de eerste filmvertoning in Estland plaatsvond. Tegenwoordig is het gebouw in gebruik als de hoofdlocatie van het Ests historisch museum.
- Gemeinsame Normdatei: 7860937-9
- Library of Congress Control Number: no2011125515
- MusicBrainz: 391fe8ea-4ba3-4729-9049-3905e0b11b98
- Virtual International Authority File: 234863789
- WorldCat: E39PBJyxhYMHQX6cBHPWdV8Bfq

Grote gildehal · Kasteel Maarjamäe · Ests filmmuseum · Ests theater en muziekmuseum